# Klingen (Hemau)
Das Dorf Klingen ist ein Ortsteil der im oberpfälzischen Landkreis Regensburg gelegenen Stadt Hemau.

## Geografie
Klingen befindet sich knapp zwei Kilometer südöstlich des Ortszentrums von Hemau und liegt auf einer Höhe von 506 m ü. NHN im östlichen Bereich der südlichen Frankenalb.

## Geschichte
Durch die zu Beginn des 19. Jahrhunderts im Königreich Bayern durchgeführten Verwaltungsreformen wurde die Ortschaft eine eigenständige Landgemeinde, zu der auch noch das Dorf Netzstall, die Weiler Arnest, Berg, Hamberg, Hennhüll, Mantlach, Stadla und Winkl, sowie die Einöden Höfen, Thalhof und Wolflier gehörten. Zu Beginn der in den 1970er-Jahren durchgeführten kommunalen Gebietsreform in Bayern wurden die Ortsteile Berg, Mantlach und Netzstall aus der Gemeinde Klingen ausgegliedert und am 1. Juli 1972 nach Painten umgemeindet. Der verbliebene Teil der Gemeinde Klingen wurde dann am 1. Mai 1978 in die Stadt Hemau eingemeindet. Ende der 1980er Jahre zählte Klingen 141 Einwohner.

## Verkehr
Die Anbindung an das öffentliche Straßennetz wird durch mehrere Gemeindestraßen hergestellt, eine davon führt über die Straße Grabenweg in nordwestliche Richtung zu der etwa eineinhalb Kilometer entfernten Staatsstraße St 2660 und dem unmittelbar dahinter beginnenden Ortsrand von Hemau.